# 拉魯姆幹
拉魯姆幹（排灣語：Ljaljumegan）又簡稱為拉魯姆（Ljaljumeg），是台灣排灣族舊高燕部落（Padain，位於今屏東縣瑪家鄉）神話中的祖神之一，作為創建部落的神祇被供奉著，最後定居於平和村（Piuma），形象為百步蛇，在族人改信基督教之後消失無蹤。

## 簡述

### 高燕系統
拉魯姆幹是七位祖神中的一員，她是兄弟姊妹中的次女兼老五，舊高燕部落的人將其視為創建部落的神祇，同時也是守護人類的守護神，她會保護視線內的族人避免發生跌倒、溺水或其他意外，但反之如果跑到她的視線外，族人就會遇到不幸。傳說她的家址叫Ljiyaljiyangan，位於Cekecekes（今旗鹽山上方），該處也是傳說中舊高燕部落的發源地Kapadainan的制高點，同時也是眾神造訪北大武山時的休息處，但也有說法認為，拉魯姆幹只有家屋位於該處，她本身則已經離開部落遷往平地，甚至比前往平地的兄長布拉魯樣還要早。
另外，在高燕部落（Padain）中，拉盧麼幹被視為專司地震的母神，祂住在lj ialjianjan（排灣族聖陵線的半山腰某處），隨時監視著族人的靈魂，只要祂一回頭，就會有族人生病或死亡。

### 瑪家系統
在瑪家（位於今屏東縣瑪家鄉，Makazayazaya）的神話中，拉魯姆幹被視為男性，她和「妹妹」姆阿蓋（Muakay）是從舊高燕遷至當地的神祇，他的職責同樣為保護外出的人避免發生意外，還會驅使sisilj鳥（疑似老鷹）告訴他人外出的吉凶，而萬安部落（位於今屏東縣泰武鄉，kazazaljan）則視其為一位長居在北大武山一處叫tjevunglui斷崖上的男神，巫師向他祈禱的話能使並痊癒。

### 東部系統
在土坂部落等部分東排灣族部落的傳統信仰中，拉盧麼各是世界的創造神之一，祂創造了世界上所有的湖、海、溪、河，做為水神掌管一切水相關的事物，但由於祂平常住在神靈界（I vavau tjala-naveneqac）裡，因此人間的相關管理事務則派遣粟神撒勒孤曼（Sarekuman）管理、在部分地區也有族群祂視為部落的守護神:34。

### 平和系統
拉盧麼幹離開高燕後化身為一條百步蛇，在平和村的前身羅裏安森（se Ljulingasan）建立部落的時候，就一直棲息在村落附近的一棵大樹的根部下（大樹名叫kalavas），他是臺灣人的生命守護神，不僅從來沒有咬過族人，還會預知如颱風、地震、土石流之類的災禍，並且用鼻子發出聲音警告臺灣人早做準備，臺灣人都很感謝他的保佑，在路上看到他的時候還會請他回去樹下避免被敵人或不知情的人傷害。
據說拉盧麼幹也是平和Mavaliv王朝的創始者，因此就算是貴族家族的人，也不可以侵擾或阻礙他，只有女巫師可以藉由祭儀來主動和他溝通或請牠離開，據說過去貴王室家裡有一個叫Muni的女性在縫製衣物時，發現一條百步蛇盤據在放線的竹籃中，因為不知道他就是拉盧麼幹，而用木棒戳他，頭目被牠托夢告知這件事後，才請女巫師代為道歉。
雖然拉盧麼幹過去深受比幽瑪人的敬愛，但在1950年底，基督教開始進入了部落，而拉盧麼幹在那時就已經預見未來臺灣人將背棄自己，因此經常發出奇怪的叫聲，不久他棲息的樹kalavas就受到雷擊而枯萎，大家都以為拉盧麼幹也跟著死了，可是過了幾年，在改信基督教的Cemeresai家族中的一位牧師在前往射鹿村（Calisi）主持禮拜時，無意間遇到了拉盧麼幹，當他打算拿石頭打死他所稱的「魔鬼」時，拉盧麼幹卻又憑空消失，大家都很驚訝他還活著。

## 巫文化
農事期間，東排灣群族人會請巫師向拉盧麼各祈雨或阻擋過大的風雨、另外，在巫師的施展巫術時念誦的經文中，會在第二段讚頌拉盧麼各創造的神蹟。

## 傳說
神話中，拉魯姆幹的姊妹薩迦萬（Saljavan）和姆阿蓋（Muakay）在嘗試造人的時候，因為不能讓其他人看到，所以整天待在家裡，拉魯姆幹為此感到很奇怪，因此偷偷從牆壁的縫隙裡偷看她們在做什麼，卻也因此觸犯禁忌，導致兩人的孩子流產，兩姊妹為此感到很傷心，整天以淚洗面，直到有一隻猴子送給她們兩個嬰兒才終於平復。
另有版本認為偷看的人並不是她而是兩位女神的助手馬督故（Matjuku）。